# Shafi
Shafi är en islamsk rättsskola (madhhab) och en av de fyra sunnimuslimska rättsskolorna. Den grundades av imam ash-Shāfi‘ī (död 820). Det är en av de åtta rättsskolor vars giltighet erkänns i Ammanbudskapet. Rättsskolan anses ha lagt grunden för en gemensam juridisk ram för alla islamiska rättsskolor genom att peka ut vilka juridiska metoder som är tillåtna att använda.
Inom Shafiskolan använder man Koranen och haditer som rättskällor, tillsammans med metoderna konsensus (ijma) och analogier (qiyas). Shafi lägger fokus på den juridiska metoden och förnuftet när rättskällorna ska tolkas. Skolan öppnar upp för att kunna balansera textkällor med Islams högre mål. Seder och traditioner kan också användas som rättskälla, men av en lägre rang.
Shafiskolan är populär i Egypten, Indonesien, Filippinerna, Brunei, Singapore, Thailand, Sri Lanka och Maldiverna.